# Áron Kelemen
Áron Kelemen (ur. 7 stycznia 1988 r. w Szentes) – węgierski wioślarz.

## Osiągnięcia
- Mistrzostwa Świata Juniorów – Amsterdam 2006 – czwórka bez sternika – 12. miejsce[1].
- Mistrzostwa Świata U-23 – Glasgow 2007 – dwójka podwójna – 10. miejsce[1].
- Mistrzostwa Europy – Ateny 2008 – czwórka podwójna  – 10. miejsce[1].